# Konrad von Cochenhausen
Konrad von Cochenhausen (Glogau, 7 giugno 1888 – Rossošnoe, 13 dicembre 1941) è stato un generale tedesco della Wehrmacht durante la seconda guerra mondiale.

## Biografia
Konrad von Cochenhausen entrò a far parte dell'esercito imperiale tedesco dal 25 febbraio 1907 in un reggimento di fucilieri. Nell'ottobre di quello stesso anno venne nominato alfiere ed il 18 agosto 1908 venne nominato tenente. Il 1º ottobre 1913 venne avviato all'accademia di guerra per perfezionare i propri studi, dove rimase sino allo scoppio della prima guerra mondiale. Dal settembre del 1914 passò al 4º reggimento granatieri e dal 18 novembre di quello stesso anno venne promosso al grado di primo tenente. Il 18 aprile 1916, venne promosso capitano nel suo reggimento. Dal settembre del 1917 venne impiegato nella 9ª brigata del landwehr. Nell'autunno del 1918, venne nominato comandante del 22º battaglione di riserva e poco dopo venne assegnato allo staff della 25ª divisione di riserva.
Dopo la fine della guerra, poté nuovamente portarsi a completare i propri studi presso l'accademia di fanteria di Monaco di Baviera. Nell'autunno del 1919 e sino al 1920 fu aiutante presso il medesimo istituto. Nella primavera del 1921, fu aiutante del 2º corso di fanteria. Il 1º ottobre 1923, venne nominato comandante della 14ª compagnia del 16º reggimento di fanteria. Il 1º ottobre 1925 venne nominato capo della 3ª compagnia del 17º reggimento di fanteria. Promosso maggiore il 1º marzo 1927, nell'autunno di quello stesso anno venne trasferito alla scuola di fanteria di Dresda come insegnante. Il 1º maggio del 1931 venne promosso al grado di tenente colonnello e quindi nominato comandante del 2º battaglione del 7º reggimento di fanteria. Il 1º dicembre 1933, venne promosso colonnello ed il 1º ottobre dell'anno successivo, venne nominato comandante della scuola di guerra di Monaco. In questa posizione venne promosso maggiore generale il 1º gennaio 1937. Rinunciò alla presidenza dell'istituto dal 1º marzo 1938 per essere nominato comandante della 10ª divisione di fanteria, incarico col quale venne promosso tenente generale dal 1º ottobre 1938.
Con lo scoppio della seconda guerra mondiale, guidò la sua divisione nella campagna d'invasione della Polonia e poi in Francia nella campagna sul fronte occidentale. Rinunciò poco dopo al comando e ottenne la guida della 134ª divisione di fanteria all'inizio di ottobre del 1940. Con questa divisione entrò nella Russia centrale all'inizio della campagna sul fronte orientale. All'inizio di dicembre del 1941, mentre la sua divisione si trovava accampata a Rossošnoe, nel Krasnozorenskij rajon, ebbe una crisi di nervi particolarmente violenta che lo portò al suicidio. Si sparò nella sua automobile alle 23:00 del 13 dicembre ed il suo corpo venne ritrovato la mattina successiva. La macchina si trovava a tre chilometri ad ovest di Krasnaja Zarja, nell'area della ferrovia Elec - Chomutovo.